# Sestiere
Mit Sestiere (Plural: sestieri) ist meist einer der Stadtteile des historischen Zentrums von Venedig gemeint. Diese sechs Sestieri sind Santa Croce, San Polo und Dorsoduro sowie San Marco, Cannaregio und Castello. Das Wort ist von sesto abgeleitet, Sechstel, und weist darauf hin, dass Venedig in sechs Teile gegliedert ist.

## Sestieri anderer Städte, Kreta
Weniger bekannt ist, dass Ascoli Piceno und Rapallo ähnlich aufgeteilt sind und auch Genua in Sechstel gegliedert war. In Leonessa in Latium wird die Variante sesti verwendet. Auch das im Mittelalter über den Handel eng mit Venedig verbundene Regensburg übernahm in seiner Einteilung in sogenannte ,Wachten‘ schon sehr früh das venezianische Vorbild. Darüber hinaus übertrug die Republik Venedig Teile dieses Raumordnungsprinzips auf ihre Kolonien, besonders umfassend auf das Kreta des 13. Jahrhunderts.

## Geographische Lage
Schon früh wurden die Sestieri entsprechend ihrer Lage rechts oder links des Canal Grande benannt. Dabei wurden die drei diesseits (de citra) des Canals gelegenen Stadtteile (aus der Sicht der politischen Zentrale um den Markusplatz) den dreien gegenübergestellt, die als jenseitige (de ultra) bezeichnet wurden.
Nördlich oder links des Canal Grande, der Richtung Osten fließt, also de citra aus dem Blickwinkel des Dogenpalastes, befindet sich Cannaregio, wo sich auch das Ghetto befindet. An dieses Sestiere schließt sich ostwärts Castello an, wo sich das Arsenal befindet. In die große Schleife des Canal Grande fügt sich San Marco ein, wo sich das politische und geistliche Zentrum mit dem Markusplatz, dem Dogenpalast und dem Markusdom befindet.
Im Westen und bereits auf der Südseite, bzw. rechts des Canal Grande befindet sich Santa Croce, an das sich Richtung Osten San Polo anschließt, wo sich der Rialtomarkt und damit das einstige ökonomische Zentrum befindet. Ganz im Süden liegt Dorsoduro, das im Süden durch den Canale della Giudecca zweigeteilt wird (in einen Hauptteil nördlich des Kanals, und die Insel(gruppe) Giudecca mit Sacca Fisola und Nebeninseln südlich davon).
| \| sestiere[2] \| Kürzel \| Fläche ha \| Bevölkerung 2011-10-09 \| Dichte \| Anzahl contrade \| Anzahl Inseln \| \| \| ----------- \| ------ \| --------- \| ---------------------- \| ------ \| --------------- \| ------------- \| \| \| Cannaregio \| CN \| 121,36 \| 16.950 \| 13.967 \| 13 \| 33 \| \| \| Castello \| CS \| 173,97 \| 14.813 \| 8.514 \| 13 \| 26 \| \| \| San Marco \| SM \| 54,48 \| 4.145 \| 7.552 \| 16 \| 16 \| \| \| Dorsoduro \| DD \| 161,32 \| 13.398 \| 8.305 \| 11 \| 31 \| \| \| San Polo \| SP \| 46,70 \| 9.183 \| 19.665 \| 10 \| 7 \| \| \| Santa Croce \| SC \| 88,57 \| 2.257 \| 2.548 \| 7 \| 14 \| \| \| Altstadt \| \| 646,80 \| 60.746 \| 9.392 \| 70 \| 127 \| \| |        |           |                        |        |                 |               |  |
| sestiere | Kürzel | Fläche ha | Bevölkerung 2011-10-09 | Dichte | Anzahl contrade | Anzahl Inseln |  |
| Cannaregio | CN     | 121,36    | 16.950                 | 13.967 | 13              | 33            |  |
| Castello | CS     | 173,97    | 14.813                 | 8.514  | 13              | 26            |  |
| San Marco | SM     | 54,48     | 4.145                  | 7.552  | 16              | 16            |  |
| Dorsoduro | DD     | 161,32    | 13.398                 | 8.305  | 11              | 31            |  |
| San Polo | SP     | 46,70     | 9.183                  | 19.665 | 10              | 7             |  |
| Santa Croce | SC     | 88,57     | 2.257                  | 2.548  | 7               | 14            |  |
| Altstadt |        | 646,80    | 60.746                 | 9.392  | 70              | 127           |  |

Die Grenzen der traditionellen sestieri stimmen weitgehend mit denen der modernen località von ISTAT überein.

## Geschichte
Die Sestieri links des Canal Grande (Cannaregio, Castello und San Marco) werden als de citra, die rechts davon liegenden (Dorsoduro, Santa Croce und San Polo) als de ultra bezeichnet. Die Sestieri de citra sind auch heute noch der politische, wirtschaftliche und religiöse Schwerpunkt der historischen Altstadt. Mehr als 36.000 der heute rund 60.000 Einwohner des historischen Zentrums leben links des Canal Grande, also überwiegend im nördlichen und östlichen Teil der Altstadt.
Die Sestieri spielten spätestens seit dem 12. Jahrhundert neben den rund 70 Kirchengemeinden (Contrade) eine bedeutende Rolle in der Machtausübung innerhalb des venezianischen Stadtgebiets.
Die Aufteilung der ursprünglichen Stadt in Sechstel (sexterii oder confinia) mit administrativen Funktionen ist wahrscheinlich unter dem Dogen Sebastiano Ziani im Gefolge des Krieges gegen Byzanz entstanden, nachdem Kaiser Manuel I. sämtliche Venezianer in Konstantinopel 1171 hatte verhaften und ihre Waren konfiszieren lassen. So diente die Einteilung der Stadt in Sechstel zunächst der Rekrutierung von Schiffsmannschaften für den Rachefeldzug, die wiederum die führenden Männer des jeweiligen Stadtteils beaufsichtigten. Diese sechs Capi dei Sestieri bildeten den Kleinen Rat, saßen in den höchsten Ratsgremien und bildeten einen Kernbestand der engeren Regierung. Ihre Einrichtung erfolgte, wie das Chronicon Altinate berichtet, „pro paranda pecunia“, um also Geld bereitzustellen.

### Polizei- und Überwachungsaufgaben
Auf der Ebene der Polizei- und Überwachungsaufgaben spielten die Sestieri ebenfalls eine wichtige Rolle. Pro Sestiere waren dazu vor 1264 neben den Domini de Die (Herren des Tages) zwei Domini de Nocte (Herren der Nacht) zuständig. Diese überwachten nachts ihren Stadtteil und waren für polizeiliche Aufgaben zuständig. 1264 wurde ihre Zahl auf sechs erhöht. Für ihre Aufgaben standen ihnen pro Sestiere vier Custodes (Wächter) zur Verfügung, die in ihrem Sestiere, falls sie dies für notwendig hielten, auch nächtigen mussten. Wurden sie während oder nach ihrer Amtszeit wegen irgendwelcher Amtshandlungen physisch angegriffen, so übernahmen die Advocatores Comunis, die kommunalen Ankläger, die Untersuchung und führten die Verhandlung vor der Quarantia, dem obersten Gerichtshof. Während der Abwesenheit der Flotte konnte es zu einem Mangel an Custodes kommen, den z. B. der Dominus des Sestiere Cannaregio ausgleichen durfte, indem er auf die anderen Sestieri zurückgriff, da er in seinem eigenen niemanden finden konnte, der diese gefahrvolle Aufgabe übernehmen wollte. Dass diese Aufgabe in der Tat nicht ganz ungefährlich war, zeigen einige Urteile der Quarantia, des höchsten Gerichtshofs, wie etwa im Falle eines Mordes. Ab 1299 mussten Kandidaten für dieses Amt nicht mehr wie bisher seit mindestens zehn Jahren in Venedig wohnen, sondern es genügte, wenn sie erst seit einem Jahr in der Stadt lebten.

### Abwicklung der Zwangskäufe
Es wurden auch Zwangsmaßnahmen auf der Ebene der Sestieri durchgeführt. So wurden bei Zwangskäufen von Weizen alle Bäcker oder die gesamte Bevölkerung zur Abnahme einer bestimmten Getreidemenge zu einem festen Preis gezwungen. Diese Käufe wurden im 13. und 14. Jahrhundert vom Großen Rat und vom Senat beschlossen, im 15. Jahrhundert vom für Getreidefragen zuständigen Collegio delle Biave (als Biave bezeichnete man die Brotgetreide, also vor allem Hirse und Weizen). Die Durchführung erfolgte unter Leitung der etwa siebzig Capi contrada, also der führenden Häupter der Pfarrsprengel, binnen drei Tagen an jeweils vielleicht einige hundert Haushalte.

### Vermögensschätzungen
Auch für Vermögensschätzungen boten die Contrade und die Sestieri die Basis. Zugleich zeigen sie die unterschiedliche Vermögensverteilung in der Stadt. So ermittelte man 1367 und 1425 die genauen Vermögenswerte der Contrade, um sie unregelmäßigen Abgaben, den imprestiti, unterwerfen zu können, die eine Art Zwangsanleihe darstellten. Diese bemaßen sich nach der Höhe des Vermögens. Für die Gesamtstadt ergab sich dabei 1425 ein Wert von 363.421 Dukaten, wozu San Marco 95.641, Castelo 65.363, Cannaregio 61.404, San Polo 55.933, Dorso Duro 46.367 und Sta. Croxe 38.713 Dukaten besteuerbaren Vermögens beitrugen.
Die Contrade, die meist einer Insel entsprachen, waren dabei jeweils genau einem Sestiere zugeordnet. San Marco wies auf diese Art 16 Contrade auf, Castello und Cannaregio je 12, Dorsoduro 10 und Santa Croce und San Polo jeweils 8. Diese Zahlen änderten sich entsprechend dem Bevölkerungswachstum und den Landgewinnungen geringfügig. 1586 wiesen Castello, Cannaregio, San Polo und Dorsoduro je eine Contrada mehr aus, als im 12. Jahrhundert.
Bis heute spielt die Zugehörigkeit zu einem der Stadtsechstel für die meisten Venezianer eine große Rolle. Dieses Zugehörigkeitsgefühl hat sich in verschiedenen Wettbewerben zwischen den Sestieri niedergeschlagen, wie etwa bei Regatten.

### Übertragung auf Kolonien und auf Burano

Analog zur Mutterstadt wurde die Kolonie Kreta ebenfalls in Sestieri eingeteilt

Diese Art der Organisation wurde auf einige venezianische Kolonien partiell übertragen, besonders umfassend auf Kreta sowie auf Burano (fünf auf der Insel Burano und das sechste auf der Nachbarinsel Mazzorbo).

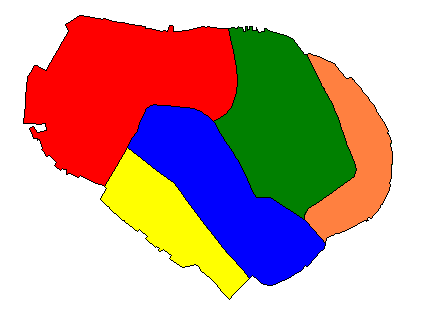
Sestieri von Burano:
Giudecca
San Mauro
San Martino Sinistra
San Martino Destra
Terranova
Mazzorbo (Nachbarinsel)

Im Verlauf des Vierten Kreuzzugs erhielt Venedig drei Achtel des Byzantinischen Reichs und begann ab 1211, Kreta in Form von Lehen zu vergeben, die ausschließlich an Venezianer verkauft werden durften. Binnen weniger Jahre siedelten 3.500 als Milites bezeichnete kleine Feudalherren auf die Insel über. Sie wurden entsprechend ihren heimatlichen Sestieri auf der Insel angesiedelt, die in gleichnamige Einheiten aufgeteilt worden war. Die Sestieri wurden in Turme eingeteilt und diese wiederum in Cavallerie – je 33 1/3 Cavallerie à 6 Sergenterie pro Sestiere. 132 der 200 Cavallerie wurden vergeben sowie 408 der 1200 Güter für einfache Milites oder Servientes.

## Postalische Adressen

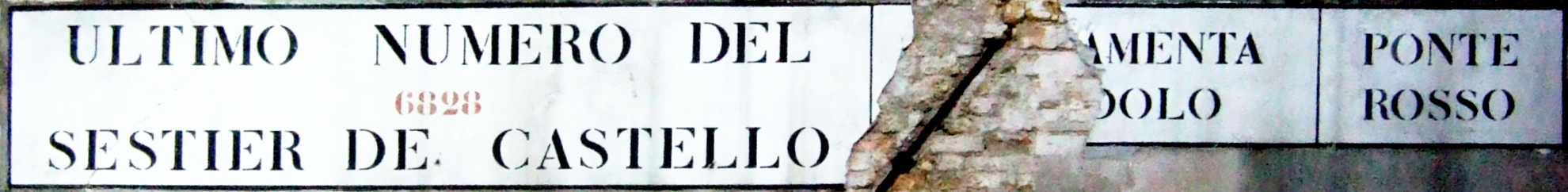
6828 Castello, Fondamenta Dandolo, höchste Hausnummer in Castello und auch in Venedig

Auch die postalischen Adressen bestehen aus einer simplen, gut am Haus sichtbaren Nummer (ohne Straßennamen) und dem dazugehörigen Sestiere. So wurden einfach alle Häuser des jeweiligen Sestiere durchnummeriert, was Hausnummern bis jenseits der 6.000 zur Folge hat.